# ブラスケム
ブラスケム（Braskem S.A.）は、ブラジル・サンパウロに本社を置く石油化学事業を営む会社である。2008年には、ラテンアメリカで最大、南北アメリカ大陸においてもエクソン・モービル、ダウ・ケミカルに次ぐ第3位の事業規模にまで成長した。

## 概要
ブラスケムは、13の石油化学プラントを保有しており、毎年500万トンの石油化学製品を製造しているブラジル最大の石油化学会社である。バイーア州のカマサリとリオグランデ・ド・スル州のトリウンフォに設けている石油化学プラントでは、エチレンとプロピレンを製造している。
また、ブラスケムは、ベンジン、ブタジエン、トルエン、キシレン、イソプレンを製造している。ブラスケムが製造した化学製品は、Elekeirozやダウ・ケミカルといった企業に販売されている。
もっとも、ブラスケムが最重要視している化学製品はナフサであり、2010年8月にTriunfoにおいて稼動する新工場では、砂糖由来のエタノールからの「グリーン・エチレン」と呼ばれるエチレンを生産する計画である。

## 歴史
ブラスケムが設立されたのは、ブラジルの石油化学工業が再構築されていく過程で2002年に誕生した。ブラスケムを構成する前身の企業は、Copene社とバイーア州・サルヴァドールのコングロマリットであるOdebrecht及びMariani Groupが保有している
Trikem社、OPP社、Proppet社、Polialden社、Nitrocarbono社である。合併が成立した段階でラテンアメリカ最大の石油化学会社となった。
2006年、ブラスケムはブラジル第3のポリエチレン製造会社であるPoliteno社を買収した。また、2007年には、ペトロブラス、ウルトラパールと共同し、40億ドルで
Petroleo Ipirangaの事業を買収した。前2者がイピランガの石油配送部門を継承し、ブラスケムが化学部門を継承した。